# Frédéric Lindenstaedt
 (décembre 2014).
Frédéric Lindenstaedt, né le 16 septembre 1923 à Berlin et mort le 13 mai 1987, est un réfugié juif allemand, militant et résistant des Éclaireuses éclaireurs israélites de France durant la guerre ; membre de l’Armée secrète, membre du parti communiste dans la fédération du Lot-et-Garonne ; secrétaire fédéral en 1959, spécialiste des questions agricoles ; il cumulait ses fonctions politiques avec celle de secrétaire des Preneurs de Baux Ruraux et dirigeait la section villeneuvoise du syndicat des exploitants familiaux.

## Biographie
Fils de Hans Lindenstaedt et de Maria Wachenheingner, tous deux de nationalité allemande. En 1935, Frédéric Lindenstaedt quittait l’Allemagne avec sa famille. Comme de nombreux juifs allemands, ils étaient devenus indésirables depuis qu'Hitler avait pris les rênes du pays. En 1936, la famille se réfugia à Villeneuve-sur-Lot en Lot-et-Garonne et prit la tête d’une petite exploitation agricole. Sa mère, sa sœur et lui-même furent arrêtés le 26 août 1942 et internés au camp de Casseneuil, puis au camp de la Glondonne. « Une confusion de dates s’étant produite dans les papiers de la police de Vichy » déclare l’intéressé et les voilà libérés après deux jours d’incarcération. C’est à partir de la communauté des Éclaireurs israélites de France tenue par M. Metter à Villeneuve-sur-Lot que Lindenstaedt réussit à se camoufler durant l’année 1942-1943. Il ne resta pas inactif et joua les agents de liaison pour cet organisme qui avait un centre à Auvillar au château dit des « Moines ». Ce centre dirigé par le Docteur Sigismond Hirsch, militant des Éclaireurs Israélites de France, camouflait une centaine de jeunes juifs dans les fermes environnantes des cantons d’Auvillar, Lavit (Tarn-et-Garonne) et Miradoux (Gers). Un autre centre identique était en activité à Moissac où les sœurs du Dr Hirsch organisaient le camouflage des familles juives dans une semi-légalité.
Durant l’été 1943, Lindenstaedt se rendit au centre de formation des cadres des israélites de France à Lautrec (Tarn) où il suivit un stage. Ce centre dirigé par Robert Gamzon, chef national des Éclaireurs Israélites de France, prit le maquis un peu plus tard et forma le régiment des dragons FFI. Une fois sa formation terminée, Lindenstaedt rentra à Auvillar et résida chez le maire de Bardigues, M. Plantade, où il travailla comme domestique agricole jusqu’à la fin de l’année 1943. Durant cette année, tout en continuant à travailler, il s’occupa d’un groupe de jeunes juifs placés dans les fermes alentour. Les différents contacts auprès d’élus locaux lui permettaient d’obtenir des cartes de ravitaillement qu’il distribuait par la suite à son groupe. Néanmoins, au cours du mois d’août 1943, l’arrestation par les services de la Gestapo du Dr Sigismond Hirsch qui était vraisemblablement jusque-là couvert par la gendarmerie d’Auvillar, provoqua des changements importants dans l’organisation. Hirsch arrêté, Lindenstaedt fut obligé de changer de domicile. Il résida chez le maire de Mansonville, M. Meillon. Si toutes les activités de Lindenstaedt au sein des Éclaireurs étaient supervisées par une « cheftaine », Andrée Lehmann, Fritz de son surnom prenait contact avec un membre de l’A.S., l’ex-conseil général Albert Laparre. Les activités de ce groupe restaient limitées et ces derniers se considéraient « comme de réserve tout en continuant à travailler et à poursuivre l’aide aux camouflés ».
Lindenstaedt rendît divers services par la suite à un maquis de l’A.S. voisin du sien. Homme à tout faire, il était le guide des bois de la Lomagne qu’il connaissait bien. Il cacha et transporta des armes, il organisa des rencontres entre les différents maquis A.S. et les F.T.P.
Il participa à la libération d’Auvillar qui eut lieu sans combat, le 19 et 20 août 1944. Le 15 septembre, son groupe se constitua en 14e compagnie A.S. et intégra successivement les casernes Banel à Castelsarrasin et Andréossy à Montauban. Engagé volontaire dans l’armée, il participa à la libération des poches allemandes à la pointe de Grave en avril 1945. Démobilisé le 18 juin 1945, il regagna Villeneuve-sur-Lot où il exerça la profession de démarcheur à domicile.
À partir de septembre 1946, il adhéra au parti communiste. Il parvint assez rapidement à la tête de la section Villeneuvoise et dès 1950 il fut élu au bureau fédéral où il exerça les fonctions d’administrateur de l’hebdomadaire fédéral, le Travailleur du Lot-et-Garonne. Élu sans discontinuer au bureau fédéral jusqu’en 1959, il intégra l’équipe du secrétariat fédéral comme 4e secrétaire fédéral en compagnie de Hubert Ruffe, Jean Mirouze et Gilbert Venaud. Il s’occupa dès lors du travail paysan particulièrement dans la région du Villeneuvois notamment dans le syndicats des exploitants qu’il dirigeait. Correspondant du journal communiste La Terre à partir de 1960, il fit un large écho dans ses colonnes des barrages de routes paysans qui eurent lieu dans le département le 26 juin 1961. Il cumulait ses activités avec celles de secrétaire général- adjoint de la section des Fermiers et Métayers du Lot-et-Garonne qui se transforma plus tard en Fédération des Preneurs de Baux ruraux qu’il dirigea par la suite. Ses fonctions syndicales le conduisirent à participer aux journées paysannes du PCF à Saint-Ouen du 30 septembre au 1er octobre 1961 et à la conférence paysanne de Gennevilliers. Il s’attaqua à la loi d’orientation mis en application par le nouveau ministre de l’Agriculture en août 1961, le sénateur radical Edgard Pisani. Il perdurait par là l’héritage laissé par le programme agraire de Renaud Jean, décédé au mois de mai de la même année : c’est-à-dire la défense de la petite exploitation familiale qui avait de plus en plus de difficultés à subsister face aux nouvelles exigences qu’imposait la mécanisation.
Élu délégué de la fédération pour le 15e congrès national du PCF qui se tenait en juin 1959 à Ivry-sur-Seine, il fut promu premier secrétaire de la fédération lors du Comité fédéral du 27 janvier 1963. Permanent du parti, il cumula dès lors cette fonction avec celle de délégué permanent paysan. Ces nouvelles fonctions le conduiront à des voyages en URSS et en RDA dans le courant de l’année 1964. Il exercera les fonctions de 1er secrétaire jusqu’à la fin des années 1970. Il se retira plus tard dans les Charentes dans la ville d’Angoulême.